# Иван Ухов
Иван Сергејевич Ухов (рус. Ива́н Сергее́вич У́хов; Чељабинск, 29. март 1986) је некадашњи руски атлетичар, који се такмичио у дисциплини скок увис. Постао је дворански првак Европе 2009. године. Наредне 2010. године је освојио златну медаљу на светском дворанском првенству, а затим злато и на првенству Европе на отвореном. Исте године био је победник Дијамантске лиге. Током 2011. је одбранио титулу првака Европе у дворани. На Олимпијским играма 2012. у Лондону је освојио златну медаљу.
Два пута је обарао државни рекорд Русије у дворани. Прво је 28. јануара 2007. у Москви прескочио 2,39 м, да би тај резултат поправио 25. фебруара 2009. у Атини на 2,40. Најбољи резултат на отвореном од 2,41 м. је поставио 9. маја 2014. Доха. Постао је 11. скакач у историји који је прескочио 2,40. Само два скакача у историји су прескочила већу висину од Ухова.

## Лични рекорди

### На отвореном
| Дисциплина | Резултат | Датум        | Место |
| ---------- | -------- | ------------ | ----- |
| скок увис  | 2,41 м   | 9. мај 2014. | Доха  |

### У дворани
| Дисциплина | Резултат | Датум             | Место |
| ---------- | -------- | ----------------- | ----- |
| скок увис  | 2,42 м   | 24. фебруар 2014. | Праг  |